# Jonas Lindh
Jonas Lindh, född 24 juni 1982, är en svensk före detta fotbollsspelare. Han är sedan 2014 tränare för IK Wormo.

## Karriär
Lindhs moderklubb är BK Fram.
Inför säsongen 2014 blev Lindh klar som spelande tränare för division 5-klubben IK Wormo.